# Argentina en los Juegos Paralímpicos de Seúl 1988
La participación de Argentina en los Juegos Paralímpicos de Seúl 1988 fue la octava actuación paralímpica de los deportistas argentinos, en la también octava edición de los Juegos Paralímpicos. La delegación argentina se presentó en 5 deportes (natación, atletismo, tenis de mesa, básquetbol en silla de ruedas y esgrima en silla de ruedas), con 34 deportistas (16 mujeres), la mayor delegación enviada hasta ese momento. Argentina compitió en 31 eventos. 
El equipo paralímpico obtuvo 7 medallas (5 de plata y 2 de bronce). Lejos de los desempeños del período 1960-1980 y aún sin obtener ninguna medalla de oro, se recuperó parcialmente del bajón sufrido en Nueva York 1984, a la que concurrió con apenas 6 deportistas, sin ninguna mujer y en la que no obtuvo ninguna medalla.
Argentina ocupó la 39.ª posición en el medallero general, sobre 60 países participantes.
La delegación argentina obtuvo medallas en atletismo (5) y natación (4). Se destacaron individualmente Carlos Maslup con cuatro medallas en natación y atletismo, José Daniel Haylan con tres medallas en atletismo y Beatriz Greco con dos medallas en natación. Los varones ganaron 7 medallas y las mujeres ganaron 2 medallas.

## Medallero
| Medalla           | Nombre             | Deporte   | Evento                             |
| ----------------- | ------------------ | --------- | ---------------------------------- |
| Medalla de plata  | José Daniel Haylan | Atletismo | Lanzamiento de clava 1A masculino  |
| Medalla de plata  | José Daniel Haylan | Atletismo | Lanzamiento de disco 1A masculino  |
| Medalla de plata  | José Daniel Haylan | Atletismo | Lanzamiento de bala 1A masculino   |
| Medalla de plata  | Carlos Maslup      | Atletismo | Slalom 1A masculino                |
| Medalla de plata  | Carlos Maslup      | Natación  | 25m pecho 1A masculino             |
| Medalla de plata  | Carlos Maslup      | Natación  | 75m medley individual 1A masculino |
| Medalla de plata  | Beatriz Greco      | Natación  | 100 m pecho 6 femenino             |
| Medalla de bronce | Beatriz Greco      | Natación  | 75m medley individual 6 femenino   |
| Medalla de bronce | Carlos Maslup      | Atletismo | Lanzamiento de disco 1A masculino  |

## Cinco medallas en atletismo
El equipo de atletismo obtuvo cinco medallas, cuatro de plata y una de bronce, obtenidas por José Daniel Haylan (3 medallas de plata en las pruebas de lanzamiento de bala, de disco y de clava en la clase 1A) y por Carlos Maslup (una medalla de plata slalom en silla de ruedas y dos de bronce en lanzamientos de disco y de clava, de la clase 1A). Maslup obtendría también dos medallas en natación.
| Atletismo Varones Lanzamiento de clava 1A Participantes: 6 | Atletismo Varones Lanzamiento de clava 1A Participantes: 6 | Atletismo Varones Lanzamiento de clava 1A Participantes: 6 | Atletismo Varones Lanzamiento de clava 1A Participantes: 6 | Atletismo Varones Lanzamiento de clava 1A Participantes: 6 |
|                                                            | Atleta                                                     | País                                                       | Distancia                                                  |                                                            |
| ---------------------------------------------------------- | ---------------------------------------------------------- | ---------------------------------------------------------- | ---------------------------------------------------------- | ---------------------------------------------------------- |
| 1                                                          | Edund Weber                                                | Alemania (RFA)                                             | RP 23.44                                                   |                                                            |
| 2                                                          | José Daniel Haylan                                         | Argentina                                                  | 18.28                                                      |                                                            |
| 3                                                          | Paolo D'Agostini                                           | Italia                                                     | 17.50                                                      |                                                            |
| 4                                                          | Carlos Maslup                                              | Argentina                                                  | 16.70                                                      |                                                            |
| Fuente: IPC.                                               |                                                            |                                                            |                                                            |                                                            |

| Atletismo Varones Lanzamiento de disco 1A Participantes: 5 | Atletismo Varones Lanzamiento de disco 1A Participantes: 5 | Atletismo Varones Lanzamiento de disco 1A Participantes: 5 | Atletismo Varones Lanzamiento de disco 1A Participantes: 5 | Atletismo Varones Lanzamiento de disco 1A Participantes: 5 |
|                                                            | Atleta                                                     | País                                                       | Distancia                                                  |                                                            |
| ---------------------------------------------------------- | ---------------------------------------------------------- | ---------------------------------------------------------- | ---------------------------------------------------------- | ---------------------------------------------------------- |
| 1                                                          | Edund Weber                                                | Alemania (RFA)                                             | 13.48                                                      |                                                            |
| 2                                                          | José Daniel Haylan                                         | Argentina                                                  | 8.96                                                       |                                                            |
| 3                                                          | Carlos Maslup                                              | Argentina                                                  | 8.86                                                       |                                                            |
| Fuente: IPC.                                               |                                                            |                                                            |                                                            |                                                            |

| Atletismo Varones Lanzamiento de bala 1A Participantes: 3 | Atletismo Varones Lanzamiento de bala 1A Participantes: 3 | Atletismo Varones Lanzamiento de bala 1A Participantes: 3 | Atletismo Varones Lanzamiento de bala 1A Participantes: 3 | Atletismo Varones Lanzamiento de bala 1A Participantes: 3 |
|                                                           | Atleta                                                    | País                                                      | Distancia                                                 |                                                           |
| --------------------------------------------------------- | --------------------------------------------------------- | --------------------------------------------------------- | --------------------------------------------------------- | --------------------------------------------------------- |
| 1                                                         | Edund Weber                                               | Alemania (RFA)                                            | RP 6.52                                                   |                                                           |
| 2                                                         | José Daniel Haylan                                        | Argentina                                                 | 4.03                                                      |                                                           |
| 3                                                         | James Richardson                                          | Gran Bretaña                                              | 2.40                                                      |                                                           |
| Fuente: IPC.                                              |                                                           |                                                           |                                                           |                                                           |

| Atletismo Varones Slalom 1A Participantes: 3 | Atletismo Varones Slalom 1A Participantes: 3 | Atletismo Varones Slalom 1A Participantes: 3 | Atletismo Varones Slalom 1A Participantes: 3 | Atletismo Varones Slalom 1A Participantes: 3 |
|                                              | Atleta                                       | País                                         | Distancia                                    |                                              |
| -------------------------------------------- | -------------------------------------------- | -------------------------------------------- | -------------------------------------------- | -------------------------------------------- |
| 1                                            | Khaled Al Saqer                              | Baréin                                       | 3:08.8                                       |                                              |
| 2                                            | Carlos Maslup                                | Argentina                                    | 3:47.2                                       |                                              |
| 3                                            | Alí Alhasan                                  | Baréin                                       | 6:52.6                                       |                                              |
| Fuente: IPC.                                 |                                              |                                              |                                              |                                              |

## Cuatro medallas en natación
El equipo de natación obtuvo cuatro medallas, tres de plata y una de bronce, obtenidas por Carlos Maslup (2 medallas de plata en las pruebas de 25m pecho y 75m medley individual en la clase 1A) y por Beatriz Greco (una medalla de plata en 100 m pecho y 200 m medley individual de la clase 6). Maslup obtendría también tres medallas en atletismo.
| Natación Varones 25m pecho 1A Participantes: 3 | Natación Varones 25m pecho 1A Participantes: 3 | Natación Varones 25m pecho 1A Participantes: 3 | Natación Varones 25m pecho 1A Participantes: 3 | Natación Varones 25m pecho 1A Participantes: 3 |
|                                                | Atleta                                         | País                                           | Tiempo                                         |                                                |
| ---------------------------------------------- | ---------------------------------------------- | ---------------------------------------------- | ---------------------------------------------- | ---------------------------------------------- |
| 1                                              | Mike Kenny                                     | Gran Bretaña                                   | RP 35.56                                       |                                                |
| 2                                              | Carlos Maslup                                  | Argentina                                      | 58.75                                          |                                                |
| 3                                              | Williams Gilly                                 | Estados Unidos                                 | 13.07                                          |                                                |
| Fuente: IPC.                                   |                                                |                                                |                                                |                                                |

| Natación Varones 75m medley individual 1A Participantes: 3 | Natación Varones 75m medley individual 1A Participantes: 3 | Natación Varones 75m medley individual 1A Participantes: 3 | Natación Varones 75m medley individual 1A Participantes: 3 | Natación Varones 75m medley individual 1A Participantes: 3 |
|                                                            | Atleta                                                     | País                                                       | Tiempo                                                     |                                                            |
| ---------------------------------------------------------- | ---------------------------------------------------------- | ---------------------------------------------------------- | ---------------------------------------------------------- | ---------------------------------------------------------- |
| 1                                                          | Mike Kenny                                                 | Gran Bretaña                                               | 1:52.12                                                    |                                                            |
| 2                                                          | Carlos Maslup                                              | Argentina                                                  | 3:35.90                                                    |                                                            |
| 3                                                          | Al Mootasem Haly Hegazi                                    | Egipto                                                     | 4:04.80                                                    |                                                            |
| Fuente: IPC.                                               |                                                            |                                                            |                                                            |                                                            |

| Natación Mujeres 100 m pecho 6 Participantes: 4 | Natación Mujeres 100 m pecho 6 Participantes: 4 | Natación Mujeres 100 m pecho 6 Participantes: 4 | Natación Mujeres 100 m pecho 6 Participantes: 4 | Natación Mujeres 100 m pecho 6 Participantes: 4 |
|                                                 | Atleta                                          | País                                            | Tiempo                                          |                                                 |
| ----------------------------------------------- | ----------------------------------------------- | ----------------------------------------------- | ----------------------------------------------- | ----------------------------------------------- |
| 1                                               | Heidi Kopp                                      | Alemania (RFA)                                  | 1:48.98                                         |                                                 |
| 2                                               | Beatriz Greco                                   | Argentina                                       | 1:59.12                                         |                                                 |
| 3                                               | Graciana Moreira Alves                          | Brasil                                          | 2:14.19                                         |                                                 |
| Fuente: IPC.                                    |                                                 |                                                 |                                                 |                                                 |

| Natación Mujeres 75m medley individual 6 Participantes: 5 | Natación Mujeres 75m medley individual 6 Participantes: 5 | Natación Mujeres 75m medley individual 6 Participantes: 5 | Natación Mujeres 75m medley individual 6 Participantes: 5 | Natación Mujeres 75m medley individual 6 Participantes: 5 |
|                                                           | Atleta                                                    | País                                                      | Tiempo                                                    |                                                           |
| --------------------------------------------------------- | --------------------------------------------------------- | --------------------------------------------------------- | --------------------------------------------------------- | --------------------------------------------------------- |
| 1                                                         | Heidi Kopp                                                | Alemania (RFA)                                            | 3:28.01                                                   |                                                           |
| 2                                                         | Nancy Clarke                                              | Estados Unidos                                            | 2:14.19                                                   |                                                           |
| 3                                                         | Beatriz Greco                                             | Argentina                                                 | 3:42.14                                                   |                                                           |
| Fuente: IPC.                                              |                                                           |                                                           |                                                           |                                                           |

## Deportistas
La delegación deportiva argentina estuvo integrada por: 
- Varones: (18) José Ceballos, Luis Daz, Luis Derez, Rubén Dusso, Luis Godoy, Eduardo Gómez, José Daniel Haylan, Juan Jerez, Daniel Jiménez, Héctor Leurino, Candelario Mamani, Carlos Maslup, Héctor Miras, Alberto Parodi, Omar Pochettino, Honorio Romero, Carlos Sesma y José Valladares.[1]

- Mujeres (16): Teresa Arres, Silvia Barbieri, Alicia Bernini, Víctor Brandoli, Mónica Chazarreta, Liliana Chiaradía, Alicia de Paul, María Inés de Valladares, Liliana Elorza, Cristina Galarza, Beatriz Greco, María Inés Mato, Susana Olarte, María Inés Pedraza, Silvia Tedesco y Graciela Tulian.[1]